# 카프리비 회랑
카프리비 회랑(영어: Caprivi Strip)은 독일의 재상인 레오 폰 카프리비의 이름을 딴, 나미비아 북서쪽 회랑지대이다. 북쪽으로 앙골라와 잠비아, 남쪽으로 보츠와나를 접하며 오카방고강과 크완도강이 회랑을 종단한다. 독일이 잠베지강을 통해 인도양에 접근하기 위해 획득했지만, 빅토리아 폭포 등의 폭포가 많아서 항해하는데 쓸 수 없었다.
폭포가 나타나기 전까지만 항해하면 짐바브웨로 갈 수 있지만, 나미비아에서 짐바브웨로 강을 따라 배를 타고 이동하는 수요는 거의 없으며, 보츠와나를 거쳐서 이동하는 것이 일반적이다.